# Mendoncia phytocrenoides
Mendoncia phytocrenoides är en akantusväxtart som beskrevs av Raymond Benoist. Mendoncia phytocrenoides ingår i släktet Mendoncia och familjen akantusväxter. Utöver nominatformen finns också underarten M. p. iodioides.